# Chasmatophyllum nelii
Chasmatophyllum nelii är en isörtsväxtart som beskrevs av Schwant. Chasmatophyllum nelii ingår i släktet Chasmatophyllum och familjen isörtsväxter. Inga underarter finns listade i Catalogue of Life.